# Palacete Argentina
O Palacete Argentina é uma edificação histórica de Porto Alegre, Rio Grande do Sul, Brasil, localizado na Avenida Independência, 867, importante avenida da capital. É um prédio tombado pelo Instituto do Patrimônio Histórico e Artístico Nacional.

## História
Trata-se de um grande casarão aristocrático, em estilo eclético, erguido em 1901 para Sebastião de Barros. O projeto, de Theóphilo Borges de Barros, foi realizado pelos Irmãos Tomatis. Pouco mais tarde foi vendido para Franklin Etzberger.
No ano de 1928, o prédio passou por uma reforma na qual arcos sustentados por colunas salomônicas foram abertos em algumas paredes, foram acrescentadas uma sala de chá e um jardim de inverno, bem como dependências de serviço no pavimento inferior.
A casa passou para sua filha Manoelita Lilia Etzenberger quando esta casou-se com Alceu Otacílio Barbedo. Seu apelido atual nasceu quando foi ocupado pelo Grupo Escolar Argentina, em 1940.
Declarando-o de utilidade pública, o Governo do Estado desapropriou o imóvel em 1971, e a partir de 1984 foi restaurado pelo Instituto do Patrimônio Histórico e Artístico Nacional (IPHAN), que nele instalou sua sede regional, tombando-o em 1990. A casa tem dois pisos e um porão, com 756 metros quadrados em um terreno com 934 metros quadrados. Preserva rica decoração ornamental na fachada e originalmente seus interiores eram igualmente ricos, com pinturas murais, vitrais, talha em madeira e outros adornos sofisticados. A casa faz parte de um reduzido grupo de edificações de porte semelhante que sobrevive na avenida, que antigamente era um bairro residencial de elite.
Em 2003, o palacete começou a passar por uma reforma de preservação patrocinada pelo IPHAN e pela Representação Regional Sul do Ministério da Cultura (MINc). A obra foi encerrada no ano de 2006, e ficou orçada em quatrocentos e quarenta mil reais, sob o comando de Ana Meira, a residência passou por uma série de reparos, de rebocos, aos vitrais, a fachada da casa e a rede elétrica da casa. A obra foi considerada 'um exemplo de intervenção no cuidado com as técnicas de restauração".